# Vita vera
Vita vera è un singolo di Annalisa Minetti pubblicato nel 2005, prodotto da Umberto Iervolino.
Il singolo è stato scritto dallo stesso produttore, Umberto Iervolino, insieme con Michele Galasso per il testo, mentre per la musica è stato scritto da Matteo Di Franco.

## Tracce
1. Vita vera – 3:51 (testo: Michele Galasso, Umberto Iervolino – musica: Matteo Di Franco)